# Kuba (Beskid Sądecki)
Kuba (888 m) – niski i niewybitny szczyt w grzbiecie głównym Pasma Radziejowej w Beskidzie Sądeckim. Znajduje się pomiędzy przełęczą Przysłopy (832 m) a wzniesieniem Rokita (898 m). Zachodnie stoki Kuby opadają do źródlisk Obidzkiego Potoku, wschodnie do potoku Sopotnickiego. Stoki wschodnie Kuby są porośnięte lasem, ale na stokach południowych, zachodnich i północnych znajdują się dwie polany przedzielone pasem lasu; polana Przysłop na przełęczy Przysłop, oraz Krótka Polana na stokach zachodnich.
Przez szczyt i grzbietem Kuby biegnie granic między wsią Obidza w powiecie nowosądeckim i miastem Szczawnica w powiecie nowotarskim.

## Szlak turystyczny
– gminny szlak z Obidzy Zarębki PKS przez Bucznik, Rokitę i Kubę na przełęcz Przysłop. 1:45 h.